# Clara Schumanns große Liebe
Clara Schumanns große Liebe ist ein US-amerikanischer Spielfilm unter Regie von Clarence Brown aus dem Jahr 1947. Er behandelt das Leben der Pianistin Clara Schumann (geb. Wieck); als literarische Vorlage diente das Theaterstück Song of Love von Mario Silva und Bernard Schubert.
Im Jahre 1950 wurde Clara Schumanns große Liebe zum Kurzfilm The Schumann Story umgearbeitet.

## Handlung
Nachdem die junge Pianistin Clara Wieck erfolgreich das Erste Klavierkonzert von Franz Liszt aufgeführt hat, gibt sie gegen den Willen ihres Vaters Friedrich Wieck das Stück Träumerei des damals noch unbekannten Komponisten Robert Schumann, Wiecks langjährigem Schüler, als Zugabe und brüskiert ihren Vater mit der Mitteilung, dass sie und Robert heiraten werden. Dieser hält Robert Schumann für ungeeignet als Ehemann seiner Tochter und strengt einen Gerichtsprozess an, der jedoch unter Liszts Einfluss siegreich für das junge Paar endet.
Einige Jahre später bekommt das Paar, dem inzwischen mehrere Kinder geboren wurden, Besuch vom jungen Musiker Johannes Brahms, der bei Schumann studieren will. Brahms zieht als Roberts Schüler bei den Schumanns ein und hilft bei der Haushaltsführung.
Im Lauf der Zeit hat das Ehepaar Schumann mit verschiedenen Sorgen zu kämpfen: Bei Robert stellen sich Ohrgeräusche und wiederholt Kopfschmerzen ein. Zunächst diagnostiziert Dr. Hoffman Überarbeitung und empfiehlt Erholung, kommt jedoch bald zur Vermutung, dass bei Schumann sich der Ausbruch eines familiären Nervenleidens ankündigen könnte. Zu Roberts gesundheitlichen Problemen gesellen sich finanzielle Sorgen, die Robert mit der Komposition seines neuen Werks Szenen aus Goethes Faust zu lösen versucht. Zunächst ohne sein Wissen und dann unter seinem Protest, wendet sich Clara an den Verleger Haslinger, um ein Konzert mit Clara zu organisieren. Nach dem Konzert lehnt Clara jedoch Haslingers Angebot einer Europa-Tournee ab, weil sie es bevorzugt, sich um ihren Mann und die Kinder zu kümmern.
Brahms hat währenddessen mehr als nur freundschaftliche Gefühle für Clara entwickelt und will daher den Haushalt der Schumanns verlassen. Als Clara ihn beim Packen seiner Koffer antrifft, will sie ihn zunächst daran hindern, lässt ihn aber ziehen, als er ihr seine Liebe gesteht.
Als Haslinger Roberts Stück ablehnt, stellt Liszt einen Kontakt zum Komponisten Carl Reinecke her; das Werk kann doch noch aufgeführt werden. Während der Aufführung erleidet Schumann jedoch einen Zusammenbruch; er wird in die Psychiatrie eingeliefert und stirbt wenig später.
Einige Jahre später bekommt die verwitwete Clara Schumann Besuch von Brahms und lehnt zunächst seine Einladung zur Uraufführung seiner Ersten Sinfonie in Köln ab, besucht diese dann aber doch. Nach dem Konzert erklärt Johannes ihr erneut seine Liebe und bittet sie, ihn zu heiraten. Clara lehnt jedoch ab und entschließt sich, Konzerte mit der Musik ihres Mannes zu geben, um für die Welt sein Andenken zu festigen. Der Film schließt mit einem Konzert der gealterten Clara Schumann, die als Zugabe Robert Schumanns Träumerei spielt.

## Synchronisation
Die deutsche Fassung des Films hat folgende Synchronsprecher:
| Rolle           | Darsteller        | Synchronsprecher |
| --------------- | ----------------- | ---------------- |
| Clara Schumann  | Katharine Hepburn | Katrin Miclette  |
| Robert Schumann | Paul Henreid      | Christian Rode   |

## Kritiken
Das Lexikon des internationalen Films schrieb, der Film sei ein „biografischer Film über Clara Schumann, der allerdings frei mit den historischen Daten“ umgehe und mit „Hollywood-Klischees belastet“ sei. Die Inszenierung sei zudem „leichthändig inszeniert, mit humorvollen Sequenzen, jedoch Robert Schumanns Leben sentimental verklärend“.